# Marquesat de Vivot
El Marquesat de Vivot és un títol nobiliari concedit el 25 de maig de 1717 a Joan Sureda i Villalonga de part del rei Felip V pel seu suport en la causa felipista durant la Guerra de Successió. El marquesat fou atorgat sobre unes terres de la família que havien estat propietat dels Vivot, als quals succeí una branca dels Sureda que, a partir de llavors, prengué el cognom Sureda de Vivot; posteriorment, aquesta branca s'extingí i bona part de les antigues propietats dels Vivot passaren a la branca major dels Sureda. El títol nobiliari donà nom a la casa dels marquesos de Vivot, Can Vivot, reformada profundament pel mateix Joan Sureda i Villalonga, primer marquès de Vivot.
Fins al segle xx, el títol va anar lligat a la branca major dels Sureda. El darrer marquès de Vivot que pertangué a aquest llinatge, Joan Miquel Sureda i de Verí, mort el 1912, també havia heretat els títols de comte de Peralada, vescomte de Rocabertí i comte de Savellà, després de la mort sense fills de Joana Adelaida Rocabertí de Dameto i Verí. A la seva mort, la seva filla Bàrbara Sureda i Fortuny heretà els títols de marquesa de Vivot i vescomtessa de Rocabertí, mentre que la seva germana Josepa heretà els de comtessa de Savellà i comtessa de Peralada, i els títols es dividiren. Bàrbara, però, morí sense fills, i els títols passaren tots als descendents de Josepa, casada amb Pere de Montaner i Gual: els seus fills Pere (comte de Savellà) i Antoni (marquès de Vivot, heretat de la seva tia Bàrbara, i comte de Peralada); els fills d'aquest, Pere (comte de Peralada, heretat de son pare, i vescomte de Rocabertí, heretat de la seva bestia Bàrbara) i Joan Miquel; i el fill d'aquest darrer (marquès de Vivot, heretat del seu avi).

## Marquesos de Vivot
Aquesta és la llista dels marquesos de Vivot.
|      | Titular                         | Parentiu            | Període    |
| ---- | ------------------------------- | ------------------- | ---------- |
| I    | Joan Sureda i Villalonga        | -                   | 1717-1752  |
| II   | Joan Miquel Sureda i de Togores | Fill de l'anterior  | 1752-1775  |
| III  | Joan Sureda i de Verí           | Fill de l'anterior  | 1775-1807  |
| IV   | Joan Miquel Sureda i de Verí    | Fill de l'anterior  | 1807-1836  |
| V    | Joan Sureda i de Boixadors      | Fill de l'anterior  | 1836-      |
| VI   | Joan Miquel Sureda i de Verí    | Fill de l'anterior  | -1912      |
| VII  | Bàrbara Sureda i Fortuny        | Filla de l'anterior | 1912-1970  |
| VIII | Antoni Montaner i Sureda        | Nebot de l'anterior | 1970-      |
| IX   | Miquel Joan Montaner i Cànaves  | Net de l'anterior   | Actualment |